# اسکوئید (نرم‌افزار)
اسکوئید (به انگلیسی: squid) یک کارساز پراکسی (پراکسی سرور) است که روی http و https و ftp عمل می‌کند و می‌تواند به عنوان کارساز کش (کش‌سرور) نیز به کار رود. اسکوئید یک برنامه چندسکویی است و قابل نصب بر روی طیف وسیعی از سیستم‌عاملهای شبه یونیکس و همین‌طور ویندوز است. تا نسخه ۲٫۷، نسخه‌هایی برای سیستم‌عامل ویندوز منتشر می‌شد، اما پشتیبانی از ویندوز در نسخه‌های بعدی متوقف شد. این برنامه که تحت پروانه جی‌پی‌ال منتشر می‌شود، یک نرم‌افزار آزاد است.

## تاریخچه
اسکوئید در ابتدا تحت عنوان Harvest object cache توسط پروژه هاروست در دانشگاه دانشگاه کولورادو بولدر توسعه داده شد. در دانشگاه کالیفرنیا، سن دیاگو کارهای بیشتری بر روی برنامه انجام گرفت و بودجه پروژه از طریق دو کمک‌هزینه توسط بنیاد ملی علوم تأمین شد. Duane Wessels «آخرین نسخه غیر تجاری» از این برنامه را منشعب کرد و نام آن را به اسکوئید تغییر داد تا مانع اختلاف با انشعاب تجاری که Cached 2.0 نامیده می‌شد، شود که در نهایت نسخه تجاری به نت‌کش تغییر نام یافت. نسخه ۱٫۰٫۰ برنامه اسکوئید در سال ۱۹۹۶ منتشر شد. در حال حاضر این برنامه تقریباً به طور کامل توسط داوطلبان توسعه داده می‌شود.